# Buscaminas

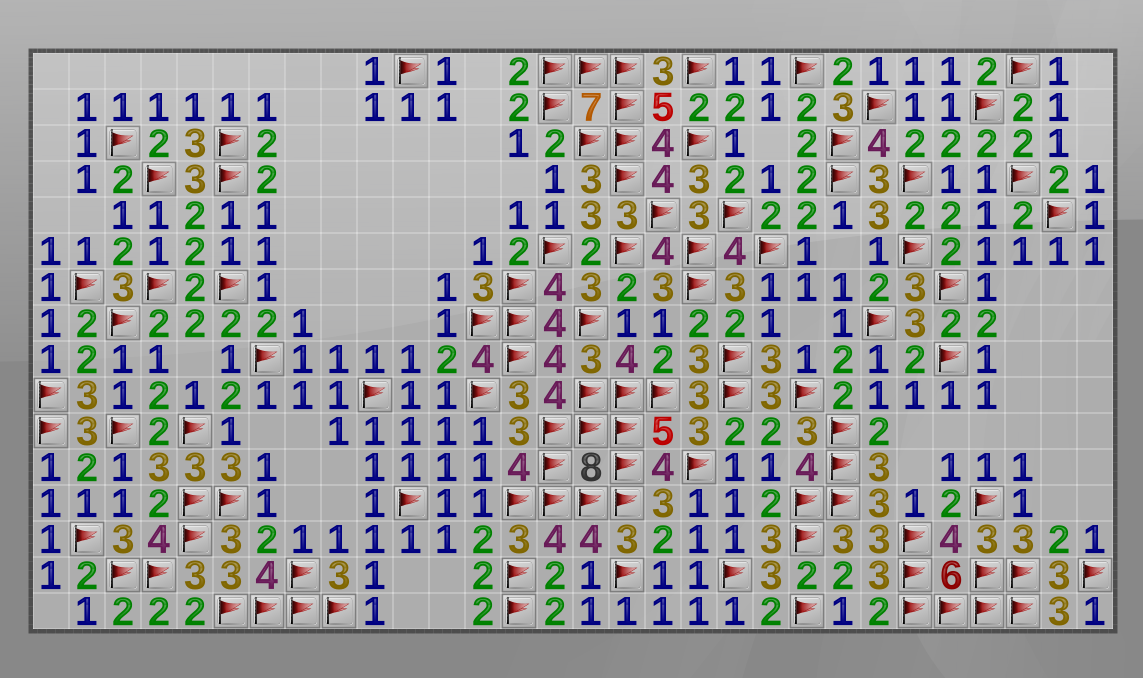
Una partida de dificultad experto de KMines, una variante gratuita y de código abierto de Buscaminas

Buscaminas (nombre original en inglés: Minesweeper) es un género de videojuegos de lógica que generalmente se juega en computadoras personales. El videojuego presenta una cuadrícula de casillas en las que se puede hacer clic, donde hay «minas» ocultas (representadas como minas navales en el videojuego original) esparcidas por todo el tablero. El objetivo es limpiar el tablero sin detonar ninguna mina, con la ayuda de pistas sobre el número de minas vecinas en las casillas circundantes. Se han creado variantes de Buscaminas que amplían los conceptos básicos, como Minesweeper X, Crossmines y Minehunt. Buscaminas se ha incorporado como un minijuego en otros videojuegos, como RuneScape y en Minecraft en la actualización del día de las bromas de abril de 2015.
El origen de Buscaminas no está claro. Según TechRadar, la primera versión del videojuego fue Microsoft Minesweeper de 1990, pero Eurogamer dice que Mined-Out de Ian Andrew (1983) fue el primer videojuego de Buscaminas. Curt Johnson, el creador de Microsoft Minesweeper, reconoce que el diseño de su videojuego fue tomado prestado de otro videojuego, pero no era Mined-Out, y no recuerda de qué videojuego se trata.

## Jugabilidad
Buscaminas es un videojuego de lógica. En el videojuego, las minas (que se asemejan a las minas navales en el tema clásico) están dispersas por todo el tablero, que está dividido en casillas. Las casillas tienen tres estados: sin abrir, abiertas y marcadas. Una casilla sin abrir está en blanco y se puede hacer clic en ella, mientras que una casilla abierta queda expuesta. Las casillas marcadas son aquellas marcadas por el jugador para indicar una posible ubicación de una mina.
Un jugador selecciona una casilla para abrirla. Si un jugador abre una casilla minada, la partida termina. De lo contrario, la celda abierta muestra un número que indica la cantidad de minas circundantes (en diagonal o adyacentes) a ella, o una casilla en blanco (o «0»), y todas las casillas adyacentes no minadas se abrirán automáticamente. Los jugadores también pueden marcar una casilla, lo cual se visualiza colocando una bandera en la ubicación, para indicar que creen que hay una mina en ese lugar. Las casillas marcadas todavía se consideran sin abrir y un jugador puede hacer clic en ellas para abrirlas. En algunas versiones del videojuego, cuando el número de minas adyacentes es igual al número de casillas adyacentes marcadas con bandera, se abrirán todas las casillas adyacentes no marcadas que no estén abiertas.

### Objetivo y estrategia
Una partida de Buscaminas comienza cuando el jugador selecciona por primera vez una casilla en un tablero. En algunas variantes se garantiza que el primer clic sea seguro y otras garantizan además que todas las casillas adyacentes también sean seguras. Durante la partida, el jugador utiliza la información proporcionada por las casillas abiertas para deducir otras casillas que son seguras para abrir, obteniendo iterativamente más información para resolver el tablero. Al jugador también se le da el número de minas restantes en el tablero, que se calcula como el número total de minas restado por el número de casillas marcadas (por lo tanto, el número de minas restantes puede ser negativo si se han colocado demasiadas banderas).
Para ganar una partida de Buscaminas, todas las casillas que no sean minas deben abrirse sin abrir una mina. No hay puntuación, pero hay un cronómetro que registra el tiempo que lleva terminar la partida. Se puede aumentar la dificultad añadiendo minas o comenzando con una cuadrícula más grande. La mayoría de las variantes de Buscaminas que no se juegan en un tablero fijo ofrecen tres modos de tablero predeterminadas, generalmente conocidas como Principiante, Intermedio y Experto, en orden de dificultad creciente. El modo principiante generalmente está en un tablero de 8x8 o 9x9 que contiene 10 minas, el modo intermedio generalmente está en un tablero de 16x16 con 40 minas y el modo experto generalmente está en un tablero de 30x16 con 99 minas; sin embargo, generalmente hay una opción para personalizar el tamaño del tablero y la cantidad de minas.

Ejemplo de partida de Buscaminas en dificultad principiante (9x9) desde el inicio hasta el estado resuelto
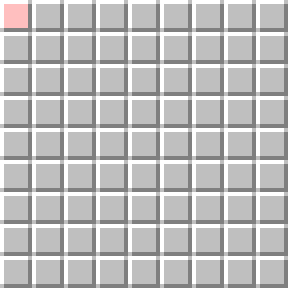
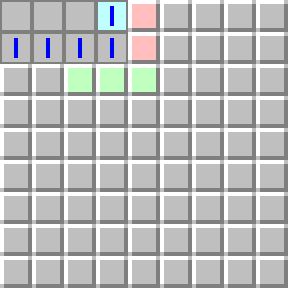
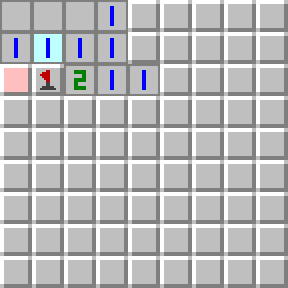
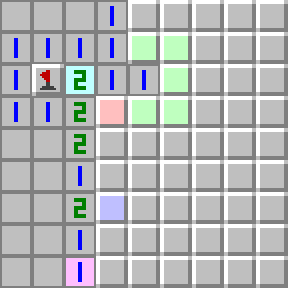
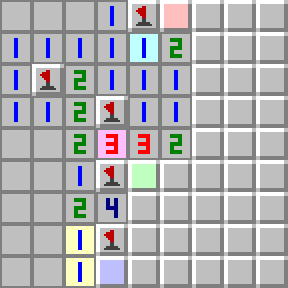
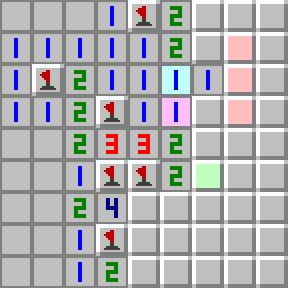
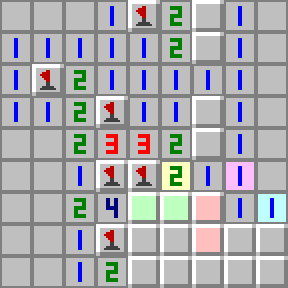
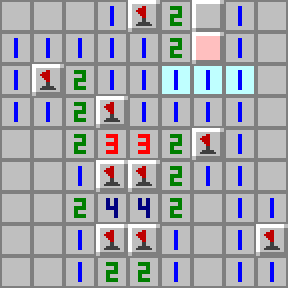
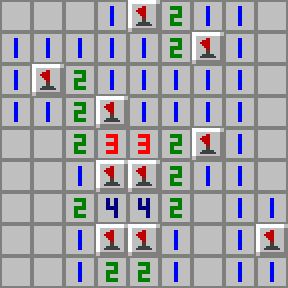

## Historia
Según TechRadar, Buscaminas fue creado por Microsoft en la década de 1990, pero Eurogamer comentó que Buscaminas se inspiró bastante en un «juego menos conocido y de diseño ajustado», Mined-Out de Ian Andrew para ZX Spectrum en 1983. Según Andrew, Microsoft copió Mined-Out para crear Microsoft Minesweeper. La versión de Microsoft hizo su primera aparición en 1990, en Windows Entertainment Pack, que se entregó como parte de Windows 3.11. El videojuego fue escrito por Robert Donner y Curt Johnson. Johnson afirmó que el diseño de Microsoft Minesweeper fue tomado de otro videojuego, pero no era Mined-Out, y no recuerda de qué videojuego se trataba. En 2001, un grupo llamado International Campaign to Ban Winmine (en español, Campaña internacional para prohibir Buscaminas de Windows) hizo campaña para que se cambiara el tema del videojuego y dejara de ser sobre minas terrestres. El grupo comentó que el videojuego «es una ofensa contra las víctimas de las minas». Una versión posterior, presente en Buscaminas de Windows Vista, ofrecía un conjunto de casillas con flores en lugar de minas como respuesta.
El videojuego se incluye frecuentemente con sistemas operativos y entornos de escritorio, incluyendo versiones de Buscaminas para OS/2 de IBM, Microsoft Windows, KDE, GNOME y Palm OS. Microsoft Minesweeper se incluyó de forma predeterminada en Windows hasta Windows 8 (2012). Microsoft reemplazó esto con una versión gratuita del videojuego, descargable desde Microsoft Store, que está «plagada de anuncios», según How-To Geek.

## Variantes
Se han creado variantes de Buscaminas que amplían los conceptos básicos y añaden nuevos elementos de diseño del videojuego. Minesweeper X es un clon de la versión de Microsoft con aleatorización mejorada y más estadísticas, y es popular entre los jugadores del videojuego que intentan alcanzar un tiempo rápido. Arbiter y Viennasweeper también son clones, y se utilizan de forma similar a Minesweeper X. Crossmines es una versión más compleja de la idea base del videojuego, que agrega minas vinculadas y casillas irregulares. BeTrapped traslada el videojuego a un entorno de videojuego de misterio. Hay varios clones directos de Microsoft Minesweeper disponibles en línea.
Minesweeper Q fue lanzado en 2011 por el desarrollador independiente Spica y es otro clon de la versión de Microsoft disponible como aplicación para móviles y tabletas para usuarios de iOS. Incluye marcado rápido y modo de apertura rápida. Los usuarios también tienen la opción de cambiar la apariencia de su tablero del clásico gris/minas a flores o nubes. Debido a que esta versión está limitada para su uso en dispositivos móviles y iPad, no es ideal para jugadores que quieran alcanzar un tiempo rápido.
Buscaminas se convirtió en parte de RuneScape a través de un minijuego llamado Vinesweeper. Los lanzamientos no japoneses de Pokémon HeartGold y SoulSilver contenían una variación tanto de Buscaminas como de Picross. El videojuego Minecraft lanzó una versión de Buscaminas en su actualización del día de las bromas de abril de 2015. La calculadora gráfica HP-48G incluye una variante llamada «Minehunt», donde el jugador tiene que moverse con seguridad de una esquina del campo de juego a la otra. Las únicas pistas que se dan son cuántas minas hay en los cuadrados que rodean la posición actual del jugador. La búsqueda de Google incluye una versión de Buscaminas como un huevo de Pascua, disponible al buscar el nombre del videojuego.

Una variante de rompecabezas lógico de Buscaminas, adecuada para jugar en papel, comienza con algunos cuadrados ya revelados. El jugador no puede revelar más casillas, sino que debe marcar correctamente las minas restantes. A diferencia de la forma habitual de Buscaminas, estos rompecabezas suelen tener una solución única. Estos rompecabezas aparecieron bajo el nombre «tentaizu» (天体図?), que en japonés significa carta estelar, en la revista Spirit de Southwest Airlines en 2008-2009.

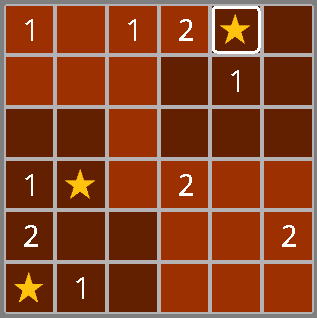
Un rompecabezas tentaizu
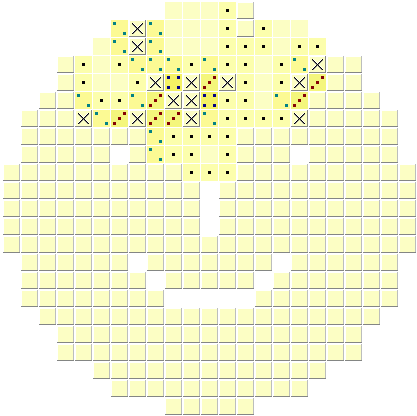
Variante en línea, no rectangular
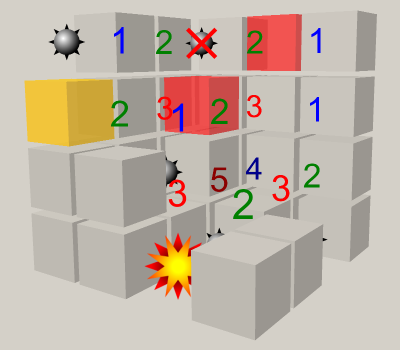
3D
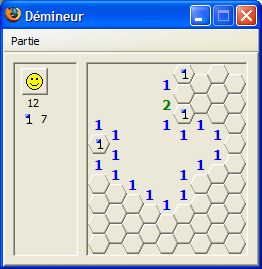
Hexagonal
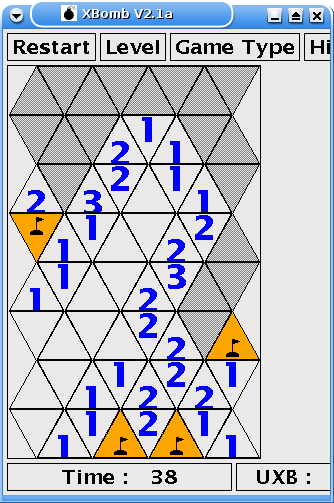
Triangular
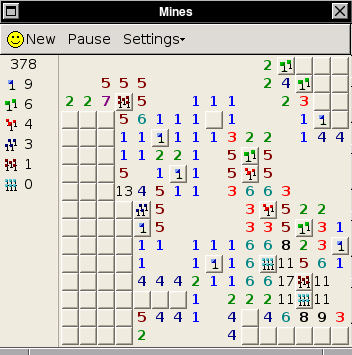
Varias minas en casillas
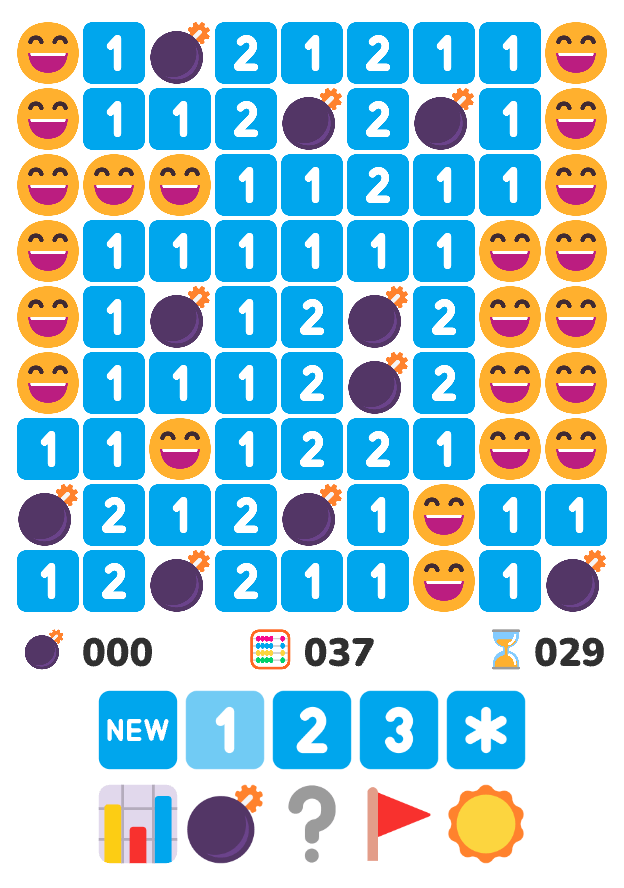
Buscaminas de emojis

## Juego competitivo
Los jugadores competitivos de Buscaminas tienen como objetivo completar una partida lo más rápido posible. Los jugadores memorizan patrones para reducir tiempos. Algunos jugadores utilizan una técnica llamada «clic 1,5», que ayuda a revelar las minas, mientras que otros jugadores no marcan las minas en absoluto. El videojuego se juega de forma competitiva en torneos. Ha surgido una comunidad de jugadores dedicados; esta comunidad estaba centralizada en sitios web como Minesweeper.info. A partir de 2015, según el Libro Guinness de los récords, el tiempo más rápido para completar las tres dificultades de Buscaminas es de 38,65 segundos por Kamil Murański en 2014.

## Complejidad computacional
En 2000, Sadie Kaye publicó una prueba de que es un problema NP-completo determinar si una cuadrícula dada de cuadrados descubiertos, correctamente marcados y desconocidos, con las etiquetas de los primeros también dadas, tiene una disposición de minas para la cual es posible dentro de las reglas del videojuego. El argumento es constructivo, un método para convertir rápidamente cualquier circuito booleano en una cuadrícula que es posible si y sólo si el circuito es satisfacible; la pertenencia a NP se establece utilizando la disposición de las minas como certificado. Sin embargo, si ya se garantiza que un tablero de Buscaminas es consistente, no se sabe si resolverlo es NP-completo, pero se ha demostrado que es co-NP-completo. En el último caso, sin embargo, Buscaminas muestra una transición de fase análoga a k-SAT: cuando más del 25% de las casillas están minadas, resolver un tablero requiere adivinar un conjunto de minas exponencialmente improbable. Kaye también demostró que el Buscaminas infinito es Turing-completo.